# Патрассо, Леонардо
Леонардо Патрассо (итал. Leonardo Patrasso), (около 1240, Гуарчино, Лацио — 7 декабря 1311, Лукка) — итальянский кардинал с 1300 года, декан Коллегии кардиналов с 1309 года, дядя папы римского Бонифация VIII..
Францисканец. В 1290—1297 годах был епископом в Мефоне (митрополия г. Патры в Южной Греции) и Аверса (1290/97-1299),  епархии Йези ((03.01.1295 — 17.06.1297).
В 1299—1300 — архиепископ Капуи .
Папа римский Бонифаций VIII в 1298 году назначил его администратором апостольских субурбикарных епархий Веллетри-Сеньи и Остии. Позже, в марте 1300 провозглашён кардиналом-епископом субурбикарной епархии Альбано.
Участвовал в Конклавах 1303 г. (Бенедикт XI) и 1304—1305 г. (Климент V)..
Умер в Лукке во время поездки в Рим на коронацию императором Священной Римской империи Генриха VII.